# 张锡龙
张锡龙（1906年—1933年12月15日），又名张希铭，庆符县（今四川省高县）瓜芦乡人（一说长宁县人，存疑）。中国工农红军高级将领。
1926年在中法大学读书时加入中国共产党。1927年入武汉中央军事政治学校学习，同年参加南昌起义。后被党组织派到苏联高级步兵学校学习军事，1930年回国，在中共中央军委长江办事处工作。不久去江西中央革命根据地，历任红三军团第三军参谋长、第七军军长、第三军团第四师师长。后於德勝關戰鬥中陣亡。张锡龙和彭雪枫、黄克诚等知名大将是彭德怀元帅麾下同一级别的将领。